# Josh Peck
 Joshua Michael Peck (Nova Iorque, 10 de novembro de 1986) é um ator, comediante, dublador e youtuber norte-americano. É conhecido pelos papéis em The Amanda Show e Josh Nichols em Drake e Josh, ambas série da Nickelodeon.

## Biografia
Josh começou sua carreira em 1994, quando começou fazendo stand-up comedy e em 1995 fazendo musicais infantis. Em 2000, Josh iniciou a carreira em filmes, como: Snow Day e Max Keeble's Big Move. No mesmo ano, Josh entrou para o elenco do programa da Nickelodeon, The Amanda Show, ao lado de Drake Bell, que dois anos depois iria protagonizar junto com ele sua própria série, Drake e Josh.
Josh é judeu.
Josh Peck nasceu na cidade de Nova Iorque, junto de seus pais, que sempre lhe deram apoio em tudo que ele fazia.

### 1994 — 1998: início da carreira em musicais e comédia
Com apenas 8 anos de idade, Peck se interessou em atuar, mas antes de qualquer coisa, o que ele realmente gostava de fazer era comédia.
Foi aí que decidiu se tornar comediante antes de tudo, fazendo comédia em reuniões familiares e etc. Em 1994, Peck, foi a um teatro local na cidade de Nova Iorque e começou a fazer stand-up comedy sem parar, então foi chamado para atuar nos palcos da cidade com outros atores de comédia em teatros. Em 1995, ele começou a fazer musicais infantis teatrais de new soy como TADA! Youth Theater, quando tinha nove anos de idade.

### 2000 — 2003:The Amanda Showe o sucesso imediato
Desde as peças e musicais nos teatros de Nova Iorque na sua infância, Peck foi convidado para atuar em filmes no ano de 2000, Peck atuou nos filmes The Newcomers e Snow Day, comédia produzida pela Paramount Pictures e pela Nickelodeon Movies.
Após atuar em filmes da grande e poderosa Nickelodeon, Josh atraiu a atenção dos produtores e logo foi convidado para entrar no elenco do recente programa humorístico do canal, The Amanda Show. De 2000 a 2002, atuou no programa como vários personagens, ao lado de grandes talentos que no futuro iriam fazer grande sucesso, como: Amanda Bynes, Ashley Tisdale e Drake Bell.
Em 2001, Peck participou do filme Max Keeble's Big Move, produzido pela Walt Disney, estrelado por Alex D. Linz. No mesmo ano, Peck fez uma participação especial na série ER. Também emprestou sua voz para os desenhos animados como Family Guy, e também Samurai Jack.
Em 2002, Peck fez o filme independente Spun, que foi dirigido por Jonas Akerlund. Fez uma participação na série MADtv.

### 2004 — 2007:Drake e JosheMean Creek
Em 2004, Peck atuou em outro filme independente, Mean Creek. Após tanto sucesso imediato, Josh Peck desta vez de volta a Nickelodeon, foi escolhido para protagonizar junto com Drake Bell (de The Amanda Show), uma série que seria de enorme sucesso, e essa série é Drake e Josh.
Em 2004, Drake Bell e Josh Peck enfim protagonizaram sua própria série. Josh Peck ficou reconhecido mundialmente, por estrondoso trabalho feito na série, recebendo inúmeras críticas, sendo elas muito boas.
Em Drake e Josh, ele é Josh Nichols, um típico garoto "nerd" que vive em San Diego na Califórnia, que acaba descobrindo que seu pai irá se casar com a mãe do garoto mais descolado da escola, Drake Parker (Drake Bell), Josh gosta da ideia e novo tipo de vida que terá que lhe-dar, mas para piorar a situação, Drake no começo não gosta da ideia, mas depois acaba aceitando e até mesmo se aproveitando de Josh. Mas o ruim de tudo é que a irmã de Drake, Megan Parker (Miranda Cosgrove), acaba sempre arruinando a vida de seu irmão Drake e seu irmão de consideração Josh, ela sempre se dá bem em tudo, na frente de sua mãe e de seu padrasto (pai de Josh) ela é um "anjinho", mas às vezes quando pode ela demonstra o amor que realmente sente aos seus dois irmãos atrapalhados.
A série encerrou em 2007, pois Miranda Cosgrove iria protagonizar sua própria série, iCarly, também da Nickelodeon.
Em 2005, Josh atuou em Havoc, um filme que se passava em Los Angeles, Califórnia em que contava a história de duas jovens que viviam sendo influenciadas pelo estilo hip hop das gangues.
Em 2006, Peck atuou no drama Special, filme escrito e dirigido por Hal Haberman e Jeremy Passmore. Depois, Peck emprestou sua voz ao filme Ice Age: The Meltdown, uma sequência do filme Ice Age.
No mesmo ano, emprestou novamente sua voz aos desenhos animados como: Codename: Kids Next Door, e What's New, Scooby-Doo?, de Hanna Barbera.

### 2008 — 2011:Ice AgeeMerry Christmas, Drake & Josh
Em 2008, Peck fez uma participação especial em Drillbit Taylor, comédia estrelada por Owen Wilson. E estrelou o filme The Wackness.
Depois, interpretou novamente Josh Nichols em Merry Christmas, Drake & Josh, o terceiro filme baseado na série Drake & Josh.
Em 2009, Peck atuou em What Goes Up, uma comédia dramática independente. Peck também voltou a dublar Eddie no terceiro filme da série Ice Age, Ice Age: Dawn of the Dinossaurs. Peck também emprestou sua voz para o filme Aliens in the Attic

### 2021:How I Met Your Father
Em 2021, Josh Peck foi contratado para participar do elenco da série que está em fase de produção chamada How I Met Your Father, spin-off de How I Met Your Mother e que já contém um episódio piloto disponível na plataforma Amazon Prime Video. Ele interpretará Drew, o vice-diretor da escola primária do personagem Jesse (interpretado pelo ator Chris Lowell).

## Filmografia

### Filmes
| Ano  | Filme                            | Título em Português                | Personagem         |
| 2000 | The Newcomers                    | Os Recém-Chegados                  | Slim               |
| 2000 | Snow Day                         | Quebrando o Gelo                   | Wayne Alworth      |
| 2001 | Max Keeble's Big Move            | As Aventuras de Max Keeble         | Robe               |
| 2002 | Spun                             | Spun - Sem Limites                 | Garoto Gordo       |
| 2004 | Mean Creek                       | Quase um Segredo                   | George Tooney      |
| 2005 | Havoc                            | Garotas sem Rumo                   | Josh Rubin         |
| 2006 | Drake & Josh Go Hollywood        | Drake e Josh: Rumo à Hollywood     | Josh Nichols       |
| 2006 | Special                          | Especial                           | Joey               |
| 2006 | Ice Age: The Meltdown            | A Era do Gelo 2                    | Eddie (dublagem)   |
| 2007 | Drake & Josh: Really Big Shrimp  | Drake e Josh: O Super Camarão      | Josh Nichols       |
| 2008 | The Wackness                     | Doidão                             | Luke Shapiro       |
| 2008 | Drillbit Taylor                  | Meu Nome é Taylor, Drillbit Taylor | Ronnie             |
| 2008 | Merry Christmas, Drake & Josh    | Feliz Natal, Drake e Josh          | Josh Nichols       |
| 2009 | What Goes Up                     | Caminhos Desconhecidos             | Jim                |
| 2009 | Ice Age 3: Dawn of the Dinosaurs | A Era do Gelo 3                    | Eddie (dublagem)   |
| 2009 | Aliens in the Attic              | Pequenos Invasores                 | Sparks (dublagem)  |
| 2009 | American Primitive               | -                                  | Spoke White        |
| 2012 | Ice Age: Continental Drift       | A Era do Gelo 4                    | Eddie (dublagem)   |
| 2012 | ATM                              | A Armadilha                        | Corey              |
| 2012 | Red Dawn                         | Amanhecer violento                 | Matt Eckert        |
| 2013 | Battle of the Year               | A Batalha do Ano                   | Franklyn           |
| 2013 | Bukowski                         | -                                  | Charles Bukowski   |
| 2015 | The Wedding Ringer               | Padrinhos Ltda.                    | Bad Best Man       |
| 2015 | Danny Collins                    | Não Olhe para Trás                 | Nicky Ernst        |
| 2015 | The Timber                       | Família e Honra                    | Samuel             |
| 2016 | Chronically Metropolitan         | -                                  | John               |
| 2016 | Ice Age: Collision Course        | A Era do Gelo: O Big Bang          | Eddie (voz)        |
| 2017 | Take the 10                      | Siga pela 10                       | Chris              |
| 2017 | The Labyrinth                    | -                                  | PL8-0              |
| 2017 | Gnome Alone                      | Duda e os Gnomos                   | Liam (voz)         |
| 2018 | Locating Silver Lake             | -                                  | Daniel             |
| 2023 | Oppenheimer                      |                                    | Kenneth Bainbridge |

### Televisão
| Ano         | Série/Programa                    | Personagem         | Nota                                       |
| 2000 - 2002 | The Amanda Show                   | Vários Personagens | Elenco principal                           |
| 2002 - 2003 | Whatever Happened to Robot Jones? | Lenny (dublagem)   | Elenco principal                           |
| 2004 - 2007 | Drake e Josh                      | Josh Nichols       | Protagonista                               |
| 2010        | Victorious                        | Espectador         | Episódio "A Peça da Jade"                  |
| 2014        | The Big Bang Theory               | Jesse              | Episódio 13 "The Occupation Recalibration" |
| 2015-2016   | Grandfathered                     | Gerald             | Elenco principal                           |
| 2015        | Teen Choice Awards                | Ele Mesmo          |                                            |
| 2016        | Ice Age: The Great Egg-Scapade    | Eddie (Voz)        | TV especial                                |
| 2022        | ICarly                            | Paul               |                                            |
| 2025        | The Last of Us                    | Janowitz           | Episódio "Dia Um"                          |